# Clark Cascade
Die Clark Cascade ist ein Wasserfall bislang nicht ermittelter Fallhöhe im Fiordland-Nationalpark auf der Südinsel Neuseelands. Am Westrand der Merrie Range in den Neuseeländischen Alpen und nördlich des Furkert-Passes liegt er im Oberlauf eines namenlosen Bachs, der hinter dem Wasserfall in nördlicher Fließrichtung den Lake Bright durchströmt, bevor er in den Deadwood Creek mündet.